# Wangandalem
Wangandalem is een bestuurslaag in het regentschap Brebes van de provincie Midden-Java, Indonesië. Wangandalem telt 4220 inwoners (volkstelling 2010).